# Кашино (Печорский район)
Кашино — деревня в Печорском районе Псковской области России. Входит в состав сельского поселения «Паниковская волость».
Расположена на западе волости, на автодороге Псков — Изборск — Шумилкино (А212 или E 77), в 24 км к юго-западу от центра города Печоры, в 7,5 км к юго-западу от волостного центра, деревни Паниковичи и в 1 км к востоку от деревни Шумилкино.

## Население
Численность населения деревни составляет 23 жителя (2000 год).
| 2001 | 2002 | 2010 |
| ---- | ---- | ---- |
| 23   | ↘20  | ↘18  |

## Топографические карты
- O-35-091-B Масштаб: в 1 км 500 м Госгисцентр Архивная копия от 4 февраля 2013 на Wayback Machine